# Леконт де Лиль, Шарль Мари Рене
Шарль Мари́ Рене́ Леко́нт де Лиль (фр. Charles Marie René Leconte de Lisle; 22 октября 1818, Сен-Поль, о. Реюньон — 17 июля 1894, Лувесьен) — французский и реюньонский поэт, глава Парнасской школы.

## Биография
Сын французского фельдшера, эмигрировавшего после Реставрации, и креолки. Учился в Бретани, работал в суде на Реюньоне. Участник революции 1848 года, был инициатором закона об отмене рабства в колониях.
В 1886 году, по выраженной в завещании Виктора Гюго рекомендации, Леконт де Лиль был принят во Французскую Академию на место, освободившееся после его кончины.
Умер в 1894 году от пневмонии. Был похоронен на кладбище Монпарнас. В 1977 году останки поэта были перезахоронены на приморском кладбище в его родном Сен-Поле.

## Творчество

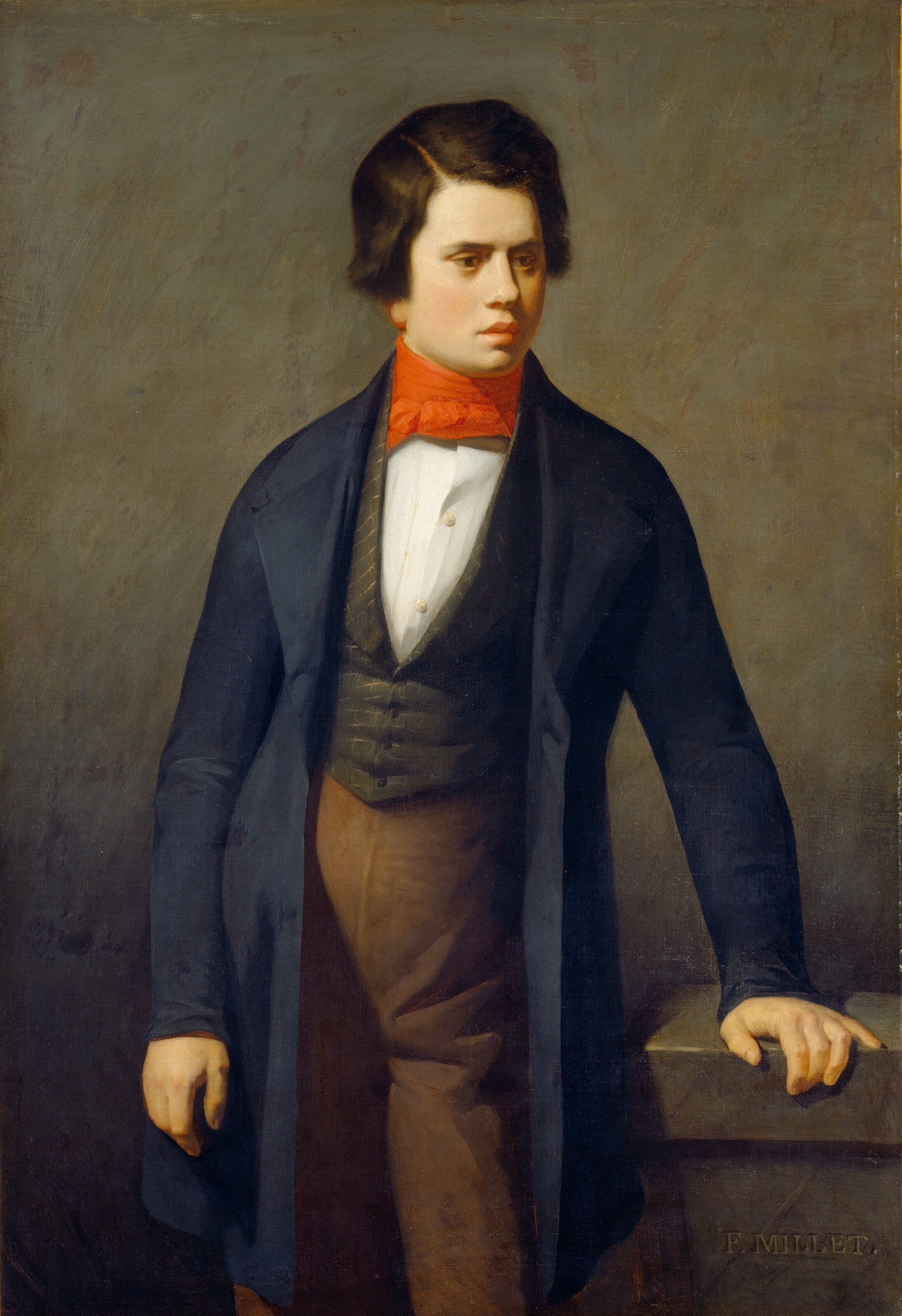
Леконт де Лиль в юные годы

Творчество Леконта де Лиля представлено тремя прижизненными поэтическими сборниками: «Античные стихотворения» (фр. Poèmes antiques, 1852), «Варварские стихотворения» (фр. Poèmes barbares, 1862), «Трагические стихотворения» (фр. Poèmes tragiques, 1886), а также переводами античных авторов и вышедшим посмертно сборником «Последние стихотворения» (фр. Derniers poèmes,1895).
Выбор определённых тем и их разработка связывают его с романтизмом, особенно описания дикой природы (красок, экзотики, животных), сюжеты с исторической и мифологической основой, свобода фантазии, энергичность стиха. Но, продолжая заданный Теофилем Готье и Теодором де Банвилем импульс «искусства для искусства», поэт порывает с романтическим движением и отстаивает новую доктрину, ставшую образцом для парнасцев. Её принципы состоят в следующем: поэзия должна быть безличной (поэт не должен воспевать собственное «я»); поэт должен доводить форму до совершенства, а не отдаваться одному лишь безрассудному вдохновению; следует стремиться к красоте, в своём совершенстве явленной в культуре Древней Греции (а также Индии и других стран); наука, движимая разумом, а вовсе не чувство представляет собой бесконечное поле для выражения; поэт не должен вмешиваться в современную жизнь.